# Ревілья-дель-Кампо
Ревілья-дель-Кампо (ісп. Revilla del Campo) — муніципалітет в Іспанії, у складі автономної спільноти Кастилія-і-Леон, у провінції Бургос. Населення — 119 осіб (2010).
Муніципалітет розташований на відстані близько 200 км на північ від Мадрида, 19 км на південний схід від Бургоса.
На території муніципалітету розташовані такі населені пункти: (дані про населення за 2010 рік)
- Кінтаналара: 37 осіб
- Ревілья-дель-Кампо: 82 особи

## Демографія
Динаміка населення (INE ):